# Horseshoe Bend (Arkansas)

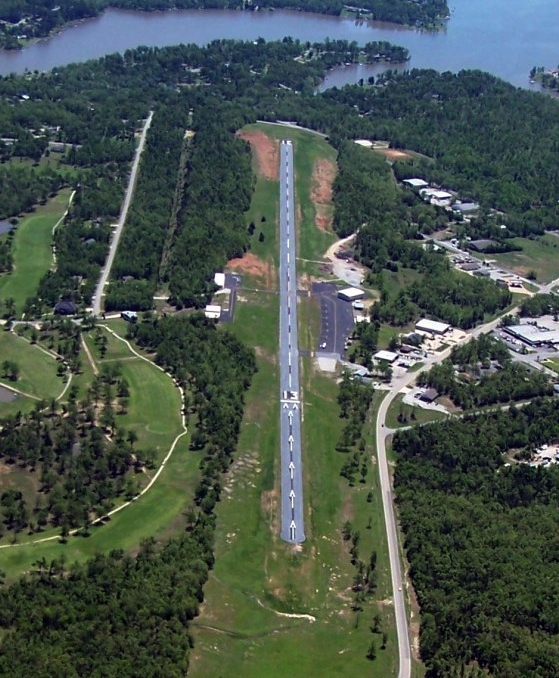
Horseshoe Bend

Horseshoe Bend – miasto w Stanach Zjednoczonych, w stanie Arkansas, w hrabstwie Izard.